# Breakaway (tanec)
Brakeaway byl swingový tanec populární od svého vzniku v roce 1919 do roku 1927. Vznikl mezi černošskou komunitou v Harlemu z tanců Texas Tommy a charlestonu a tancoval se na jazzovou hudbu. Název tance je odvozen od tanečního prvku, kdy základní uzavřené taneční držení se v průběhu tance změnilo na otevřené. Při otevření partner poslal partneru od sebe (anglicky break away). V tomto postavení partneři mohli improvizovat a předvádět složitější variace. Některé variace byly párové a při některých se partneři úplně oddělili a každý tančil samostatně.
S počátky tance je spojován George Snowden, který tanec předvedl ve 20. letech v New Yorku na taneční soutěži i když je složité dokázat, že byl jediným tanečníkem, který takto tancoval. Taneční umění George Snowdena je zaznamenáno v krátkém filmu After Seben z roku 1929.
Norma Miller označila ve své knize "Stompin' at the Savoy" za vynálezce (nebo alespoň popularizátora v Harlemu) "Twist Mouth" George.
Změna uzavřeného držení na otevřené v tomto tanci spustilo revoluci v evropské struktuře partnerských tanců a na konci 20. let bylo začleněno do nově vznikajícího tance lindy hop, který breakaway postupně nahradil.